# Сергеев, Сергей Иванович
Сергей Иванович Сергеев (1917—1976) — советский хозяйственный, государственный и политический деятель, доктор медицинских наук, профессор.

## Биография
Родился в 1917 году. Член КПСС.
С 1941 года — на хозяйственной, общественной и политической работе.
В 1941—1976 гг. — хирург, заведующий отделением, главный врач Хабаровской краевой клинической больницы № 1, заведующий кафедрой общей хирургии, ректор Хабаровского медицинского института, директор Московского НИИ онкологии имени Герцена.
Председатель Дальневосточного отделения Агентства печати «Новости», председатель Всероссийского и заместитель председателя Всесоюзного общества онкологов, член Всероссийских обществ хирургов и кардиологов, член ученого совета Министерства здравоохранения РСФСР.
Избирался депутатом Верховного Совета РСФСР 7-го и 8-го созывов.
Умер в 1976 году в Москве, похоронен на Кунцевском кладбище.

## Семья
- Дочь Наталья — доктор биологических наук, профессор РНИМУ им. Н. И. Пирогова. Начальник отдела прогноза эффективности консервативного лечения Московского НИИ онкологии имени Герцена.
- Дочь Виктория — профессор кафедры гистологии РНИМУ им. Н. И. Пирогова.